# Scotoleon niger
Scotoleon niger är en insektsart som först beskrevs av Philip J. Currie 1898.  Scotoleon niger ingår i släktet Scotoleon och familjen myrlejonsländor. Inga underarter finns listade i Catalogue of Life.